# Joakim Beck-Friis (1684–1741)
Joakim Beck-Friis, tidigare Beck, född 1684 i Skåne, död 7 maj 1741 i Bara församling, Malmöhus län, var en svensk militär.

## Biografi
Joakim Beck-Friis föddes 1684 i Skåne. Han var son till kavaljeren Lave Beck och Eleonora Sofia Ulfeld. Beck-Friis blev 11 januari 1704 kornett vid Skånska tremänningskavalleriregementet, 8 november 1709 löjtnant och 3 mars 1711 ryttmästare. Han tog avsked 28 september 1714. Beck-Friis introducerades 1723 i Sveriges Riddarhus som nummer 800 under namnet Beck-Friis. Han fick 7 april 1741 överstelöjtnants titel. Beck-Friis avled 1741 på Torups slott i Bara socken och begravdes 13 maj samma år.

### Egendom
Beck-Friis ägde Torups slott i Bara socken och Glimminge i Vallby socken.

### Familj
Beck-Friis gifte sig 26 juni 1724 med Anna Maria Hansdotter Delphin (död 1754). Hon var änka efter arrendatorn N. N. Esbom. Beck-Friis och Delphin fick tillsammans dottern Maria Sofia Beck-Friis (1723–1783) som var gift med övercremonimästaren Hack Stjernblad.